# Friedrich Kießling (Historiker)
Friedrich Kießling (* 17. Januar 1970 in Erlangen) ist ein deutscher Historiker. Seit 2020 ist er Inhaber des Lehrstuhls für Neuere und Neueste Geschichte an der Rheinischen Friedrich-Wilhelms-Universität Bonn.

## Leben und Werk
Von 1991 bis 1996 studierte Friedrich Kießling Neuere und Neueste Geschichte, Neuere deutsche Literaturgeschichte und Philosophie. Vier Jahre später wurde er an der Universität Erlangen-Nürnberg mit einer Arbeit zur europäischen Entspannungspolitik vor 1914 promoviert, 2007 folgte die Habilitation über die Ideen- und Intellektuellengeschichte der Bundesrepublik Deutschland. Von 2001 bis 2007 war Kießling als wissenschaftlicher Mitarbeiter bei Gregor Schöllgen am Lehrstuhl für Neuere Geschichte II der Universität Erlangen-Nürnberg tätig. Von 2012 bis 2014 vertrat er den Lehrstuhl für Neuere Geschichte II der Universität Erlangen-Nürnberg, bis er 2014 zum Professor für Neuere und Neueste Geschichte an der Katholischen Universität Eichstätt-Ingolstadt berufen wurde. Im Jahr 2020 nahm er einen Ruf an die Rheinische Friedrich-Wilhelms-Universität Bonn auf eine W3-Professur für Neuere und Neueste Geschichte an und lehrt dort seit dem Wintersemester 2020/21.
Kießlings Forschungsschwerpunkte liegen in der Geschichte der Internationalen Beziehungen im 19. und 20. Jahrhundert sowie in der modernen Ideen- und Intellektuellengeschichte. Darüber hinaus beschäftigt er sich mit den Folgen und Nachwirkungen der NS-Herrschaft in der Geschichte der Bundesrepublik Deutschland. Von 2016 bis 2020 war er Mitglied der Unabhängigen Historikerkommission des Bundeslandwirtschaftsministeriums, die die Geschichte des Ministeriums insbesondere mit Blick auf die Kontinuitäten und Diskontinuitäten zum Nationalsozialismus untersuchte. Der Abschlussbericht der Kommission wurde im Juni 2020 veröffentlicht.
Im Jahr 2017 wurde Kießling zusammen mit Christoph Safferling von Generalbundesanwalt Peter Frank mit einer wissenschaftlichen Studie zu den Anfangsjahren der Bundesanwaltschaft und ihrem Verhältnis zur NS-Zeit beauftragt. Die Ergebnisse des Forschungsprojekts wurden 2021 unter dem Titel „Staatsschutz im Kalten Krieg. Die Bundesanwaltschaft zwischen NS-Vergangenheit, Spiegel-Affäre und RAF“ in Buchform veröffentlicht.

## Schriften (Auswahl)
Monographien
- Gegen den „großen Krieg“? Entspannung in den internationalen Beziehungen 1911–1914 (= Studien zur internationalen Geschichte. Band 12). Oldenbourg, München 2002, ISBN 3-486-56635-0.
- mit Gregor Schöllgen: Das Zeitalter des Imperialismus (= Oldenbourg Grundriss der Geschichte. Band 15). 5., überarbeitete und erweiterte Auflage. Oldenbourg, München 2009, ISBN 978-3-486-58868-2.
- Die undeutschen Deutschen. Eine ideengeschichtliche Archäologie der alten Bundesrepublik 1945–1972. Schöningh, Paderborn u. a. 2012, ISBN 978-3-506-77396-8.
- mit Horst Möller, Joachim Bitterlich, Gustavo Corni, Daniela Münkel, Ulrich Schlie: Agrarpolitik im 20. Jahrhundert. Das Bundesministerium für Ernährung und Landwirtschaft und seine Vorgänger. De Gruyter Oldenbourg, Berlin/Boston 2020, ISBN 978-3-11-065116-4.
- mit Christoph Safferling: Staatsschutz im Kalten Krieg. Die Bundesanwaltschaft zwischen NS-Vergangenheit, Spiegel-Affäre und RAF. dtv, München 2021, ISBN 978-3-423-28264-2.[3]
- Europa im Zeitalter des Imperialismus (= Oldenbourg Grundriss der Geschichte. Band 53). De Gruyter Oldenbourg, Berlin, Boston 2023, ISBN 978-3-486-76385-0.
- mit Christoph Safferling: Der Streitfall. Wie die Demokratie nach Deutschland kam und wie wir sie neu beleben müssen. dtv, München 2024, ISBN 978-3-423-28404-2.[4]

Herausgeberschaften
- Quellen zur deutschen Außenpolitik 1933–1939 (= Ausgewählte Quellen zur deutschen Geschichte der Neuzeit. Freiherr vom Stein-Gedächtnisausgabe. Band 34). Wissenschaftliche Buchgesellschaft, Darmstadt 2000, ISBN 3-534-08026-2.
- mit Gregor Schöllgen: Bilder für die Welt. Die Reichsparteitage der NSDAP im Spiegel der ausländischen Presse (= Archiv für Kulturgeschichte. Beihefte. Band 61). Böhlau, Wien u. a. 2006, ISBN 978-3-412-27305-7.
- mit Klaus Brummer: Zivilmacht Bundesrepublik? Bundesdeutsche außenpolitische Rollen vor und nach 1989 aus politik- und geschichtswissenschaftlichen Perspektiven. Nomos, Baden-Baden 2019, ISBN 978-3-8487-6396-2.
- mit Jessica Gienow-Hecht: Die Marke Deutschland in der Welt (= Geschichte und Gesellschaft. 45. Jahrgang, Heft 4). Vandenhoeck & Ruprecht, Göttingen 2020.